# برندا جونز (ورزشکار)
برندا جونز (انگلیسی: Brenda Jones؛ زادهٔ ۱۷ نوامبر ۱۹۳۶) دونده زن دو نیمه‌استقامت اهل استرالیا است.
وی در مسابقات کشوری و بین‌المللی در مجموع برندهٔ ۱ مدال نقره شده است.